# Rueyres-les-Prés
Rueyres-les-Prés is een plaats en voormalige gemeente in het district Broye van het kanton Fribourg in Zwitserland. Op 1 januari 2017 ging de gemeente op in de op die dag gevormde fusiegemeente Estavayer.

## Geografie
Rueyres-les-Prés ligt in de exclave Estavayer van kanton Fribourg in kanton Vaud. De oppervlakte van de voormalige gemeente bedraagt 3.18 km².
- Hoogste punt: 507 m
- Laagste punt: 443 m

## Bevolking
De gemeente heeft 244 inwoners (2003). De meerderheid in Rueyres-les-Prés is Franstalig (98%, 2000) en Rooms-Katholiek (81%).

## Economie
68% van de werkzame bevolking werkt in de primaire sector (landbouw en veeteelt), 0% in de secundaire sector (industrie), 32% in de tertiaire sector (dienstverlening).